# 私の秘密
私の秘密（わたしのひみつ）は、NHK総合テレビで放送された日本のクイズ番組である。1959年に放送番組として初めて第7回菊池寛賞を受賞した。

## 概要
アメリカの人気番組『I've Got a Secret』の日本版として制作された。一般視聴者からの参加者が登場し、その参加者の持つ特技、趣味、自慢などを4人の著名人で構成された解答者が質問を通じて当てる、という内容であった。後のクイズ番組のように最多正解者を表彰するルールはなく、トークショー的な要素が強かった。また、解答者ゆかりの人物を当人に秘密で登場させる「ご対面」のコーナーが併設された。
初代司会者の高橋圭三による番組冒頭の決まり文句「事実は小説より奇なりと申しまして、世の中には変わった珍しい、あるいは貴重な経験や体験をお持ちのかたがたくさんいらっしゃいます」は流行語となり、この番組は高橋にとって出世作となった。
この番組は当初白黒放送だったが、1960年9月10日にNHKがカラーテレビの本放送を開始したのを受け、同年9月12日放送分からカラー化された。
映像の現存及び保存状況については放送用のテープが上書き使用が基本だったため、現存しているのは1958年1月2日、1964年9月28日、1964年11月23日、1967年3月27日の4回分のみである。このほか、1960年にNHKが制作した記録映画「放送記念日特集 NHKの24時間」に、当番組の収録風景が記録されている。
1959年5月11日放送分では、紫雲丸事故を起こし沈没する宇高連絡船紫雲丸から39名を救助した競輪選手4名（内田善康、大山一海、佐藤和幸、竹林優。この4名は移動のため事故当日の紫雲丸に乗船していた）が出演した、という記録が残っている。
NHKテレビ放送開始50年記念特番として、2003年3月にBS2の『今夜復活 連想ゲーム・私の秘密』の枠内で復活版が制作・放送された。このときの司会は当時NHKアナウンサーであった宮川泰夫が務めた。
2022年1月5日・1月6日にNHK総合テレビジョンで放送された『連続テレビ小説・カムカムエヴリバディ』（第45・46話「1962」=第10週その3・4）にて、八木治郎司会（八木の役を演じたのはNHK大阪放送局アナウンサー・近田雄一）のバージョンが再現され、深津絵里演じる雉真るいが「秘密さん」として出場するという件で放送された。

### 放送期間・時間
1955年4月14日から1967年3月27日まで。全601回。当初は白黒放送で、途中からカラー化された。
- 1955年4月14日 木曜 20:30 - 21:00[11]
- 1955年4月21日から1956年5月31日 毎週木曜 20:00 - 20:30（一部時間・曜日変更あり）
- 1956年6月4日から1956年9月10日 毎週月曜 19:40 - 20:10（『ジェスチャー』との枠交換による移動。一部時間変更あり）
- 1956年9月17日から1964年3月30日 毎週月曜 19:30 - 20:00
- 1964年4月6日から1966年3月28日 毎週月曜 20:00 - 20:30
- 1966年4月4日から1967年3月27日 毎週月曜 20:00 - 20:59（上記『ジェスチャー』とワンセットで『クイズアワー』として放送）

## 出演者
司会
- 高橋圭三（1955年4月から1962年3月） - フリーアナウンサーになることを契機に降板[12]。
- 八木治郎（1962年4月から1965年11月[13]）
- 長谷川肇（1965年12月[14]から1967年3月）

3人ともNHKアナウンサー（当時）。いずれも後に活躍の場を民放テレビ局へ移した。
レギュラー解答者
- 渡辺紳一郎
- 藤原あき（1955年4月から1962年3月）
- 藤浦洸
- 塩月弥栄子（1962年から1967年3月）

## スタッフ
- プロデューサー - 樋口徹也[2]

## 視聴率
視聴率の出典は日本放送協会編『放送五十年史 資料編』（日本放送出版協会、1977年）より。

### NHK調べ
- 1955年夏季（京浜地区） - 38.0%
- 1956年夏季（京浜地区） - 37.8%
- 1957年夏季（京浜地区） - 33.4%
- 1958年夏季（東京地区） - 46.6%
- 1959年夏季（東京地区） - 48.5%
- 1960年夏季（東京地区） - 40.0%
- 1961年夏季（全国） - 36.9%
- 1962年夏季（全国） - 33.2%
- 1963年夏季（全国） - 31.5%
- 1964年夏季（全国） - 28.9%
- 1965年夏季（全国） - 24.4%
- 1966年夏季（全国） - 28.0%

### 電通調べ
- 1958年（関東地区） - 64.9%
- 1959年（関東地区） - 61.3%
- 1960年（関東地区） - 46.3%
- 1961年（関東地区） - 42.9%
- 1962年（関東地区） - 45.5%
- 1963年（関東地区） - 38.6%